# 무성 경구개 설측 접근음
무성 경구개 설측 접근음은 자음의 종류 중 하나다. 앞혀와 경구개로 혀의 중앙을 막고, 혀의 양 옆으로 공기를 통과시켜 내는 소리다.